# Tau2 Hydrae
Tau2 Hydrae (τ2 Hydrae, förkortat Tau2 Hya, τ2 Hya)  är en sannolik astrometrisk dubbelstjärna belägen i den norra delen av stjärnbilden Vattenormen. Den har en skenbar magnitud på 4,56 och är synlig för blotta ögat där ljusföroreningar ej förekommer. Baserat på parallaxmätning inom Hipparcosuppdraget på ca 6,3 mas, beräknas den befinna sig på ett avstånd på ca 520 ljusår (ca 160 parsek) från solen.

## Egenskaper
Primärstjärnan Tau2 Hydrae A är en blå till vit stjärna i huvudserien av spektralklass A3 V. Den har en radie som är ca 4,5 gånger större än solens och utsänder från dess fotosfär ca 285 gånger mera energi än solen vid en effektiv temperatur av ca 7 900 K. Den är en misstänkt variabel stjärna av okänd typ, med en amplitud av 0,06 i skenbar magnitud.